# Mahafalytenus osy
Mahafalytenus osy är en spindelart som beskrevs av Silva 2007. Mahafalytenus osy ingår i släktet Mahafalytenus och familjen Ctenidae.
Artens utbredningsområde är Madagaskar. Inga underarter finns listade i Catalogue of Life.